# Distrito de Man'ar
El Distrito de Man'ar es un distrito de la gobernación de Al Mahrah, Yemen. A partir de 2003, el distrito tenía una población de 5.388 habitantes.
El clima es caluroso. La temperatura promedio es de 30 °C. El mes más cálido es mayo, con 35 °C, y el más frío enero, con 22 °C. La precipitación media es de 107 milímetros por año. El mes más lluvioso es agosto, con 21 milímetros de lluvia, y junio el menos lluvioso, con 1 milímetro.